# خولیان وارا
خولیان وارا (انگلیسی: Julián Vara؛ زادهٔ ۱۷ نوامبر ۱۹۸۳) بازیکن فوتبال اهل اسپانیا است.
از باشگاه‌هایی که در آن بازی کرده‌است می‌توان به باشگاه فوتبال اتلتیکو مادرید، باشگاه فوتبال اوئسکا، باشگاه فوتبال آلکورکون، باشگاه فوتبال سلتاویگو، و باشگاه فوتبال اتلتیکو مادرید بی اشاره کرد.